# James Sean Wall
James Sean Wall (Ganado, 11 ottobre 1964) è un vescovo cattolico statunitense, dal 5 febbraio 2009 vescovo di Gallup.

## Biografia
Monsignor James Sean Wall è nato Ganado, nella parte in Arizona della riserva Navajo, da James Wall e Joan (nata Hamilton). I suoi genitori si sono convertiti al cattolicesimo dopo essere entrati in contatto con due frati francescani. Ha tre sorelle, Toni, Shani e Kelly e due fratelli, Scott e Craig.

### Formazione e ministero sacerdotale
Nel 1983 si è diplomato alla Chandler High School. Nel 1993 ha conseguito un Bachelor of Arts in storia all'Università statale dell'Arizona. Sentendosi chiamato al sacerdozio è entrato nel seminario "San Giovanni" di Camarillo, dove nel 1998 ha conseguito un Master of Divinity. Ha studiato anche all'Istituto liturgico della University of Saint Mary of the Lake di Mundelein.
Il 6 giugno 1998 è stato ordinato presbitero per la diocesi di Phoenix da monsignor Thomas Joseph O'Brien. In seguito è stato vicario parrocchiale della parrocchia di Santa Teresa a Phoenix dal 1998 al 2001, vicario parrocchiale della parrocchia di San Timoteo a Mesa dal 2001 al 2002, parroco della parrocchia di San Tommaso Apostolo a Phoenix dal 2002 al 2007, amministratore pro tempore della parrocchia di Nostra Signora del Perpetuo Soccorso nel 2007, vicario episcopale per il clero dal 2007 al 2009 e direttore del Mount Claret Retreat Center dal 2008 al 2009. Dal 2003 al 2007 è stato membro del Consiglio consultivo nazionale per la Conferenza dei vescovi cattolici degli Stati Uniti.

### Ministero episcopale
Il 5 febbraio 2009 papa Benedetto XVI lo ha nominato vescovo di Gallup. Ha ricevuto l'ordinazione episcopale il 23 aprile successivo nella cattedrale del Sacro Cuore di Gesù a Gallup dall'arcivescovo metropolita di Santa Fe Michael Jarboe Sheehan, co-consacranti il vescovo di Phoenix Thomas James Olmsted e il vescovo ausiliare di Los Angeles Edward William Clark. Durante la stessa celebrazione ha preso possesso della diocesi.
Monsignor Wall, con l'ideale che la Chiesa dovrebbe essere patrona delle arti, ha ristrutturato una cappella che fa parte della formazione spirituale dei seminaristi locali che si preparano al ministero pastorale futuro. La cappella è stata rinnovata con oggetti d'arte sacra da artigiani locali che lavorano negli stili nativi del Nuovo Messico. Lo stile della cappella, chiamato "santero", è un'arte popolare basata sull'arte coloniale spagnola. Gli artisti producono i loro pigmenti e pregano mentre creano la loro opera. Arlene Sena, che ha prodotto i dipinti del santuario, spiega che la preghiera è "la chiave di questa tradizione". Sena ha prodotto immagini della Sacra Famiglia, San Giacomo, San Francesco di Sales, Nostra Signora del Monte Carmelo, due angeli e il Sacro Cuore. Ognuno è stato scelto per una ragione particolare.
Nel maggio del 2012 ha compiuto la visita ad limina.

## Genealogia episcopale
La genealogia episcopale è:
- Cardinale Scipione Rebiba
- Cardinale Giulio Antonio Santori
- Cardinale Girolamo Bernerio, O.P.
- Arcivescovo Galeazzo Sanvitale
- Cardinale Ludovico Ludovisi
- Cardinale Luigi Caetani
- Cardinale Ulderico Carpegna
- Cardinale Paluzzo Paluzzi Altieri degli Albertoni
- Papa Benedetto XIII
- Papa Benedetto XIV
- Cardinale Enrico Enriquez
- Arcivescovo Manuel Quintano Bonifaz
- Cardinale Buenaventura Córdoba Espinosa de la Cerda
- Cardinale Giuseppe Maria Doria Pamphilj
- Papa Pio VIII
- Papa Pio IX
- Cardinale Alessandro Franchi
- Cardinale Giovanni Simeoni
- Cardinale Antonio Agliardi
- Cardinale Basilio Pompilj
- Cardinale Adeodato Piazza, O.C.D.
- Cardinale Luigi Raimondi
- Arcivescovo Patrick Fernández Flores
- Arcivescovo Michael Jarboe Sheehan
- Vescovo James Sean Wall